# Mia Thermopolis
Mia Thermopolis, celým jménem Amelia Mignonette Grimaldi Thermopolis Renaldo, korunní princezna Genovie nebo Amelia Mignonette Thermopolis Renaldi, je fiktivní postava z knih určených pro dívky americké spisovatelky Meg Cabotové Deníky princezny. Jedná se zde o dospívající typickou americkou dívku, která se zničehonic znenadání dozví, že je korunní princeznou fiktivního evropského státu Genovie, což v knihách bylo původně knížectví. Ve filmu se ve svých 21 letech nakonec stane královnou ve fiktivní zemi Genovii.
Miina maminka Helen Thermopolisová je moderní malířka, Mia spolu s ní a se svým kocourem Louiem žije v podkrovním bytě v San Franciscu. Její matka Helen se na školní třídní schůzce seznámí s Miiným učitelem algebry Frankem Gianinim, za kterého se později i provdá a má s ním syna Rockyho.
Mia má dlouholetého přítele Michaela a přítelkyni Lily, svůj deník používá od samého počátku svého příběhu.
Její babička Clarrise Renaldiová je bytost poměrně rozporuplná až excentrická, k ostatním lidem bývá značně kritická a má k nim někdy i cynický vztah. Pochází z Francie ze zámku Miragnac a jedná se o původně francouzsky mluvící šlechtičnu.
Její otec korunní princ Phillipe má ke své bývalé ženě značně rozporuplný vztah, Miu je donucen uznat za svoji právoplatnou korunní dědičku teprve poté, co se stane sterilním v důsledku úspěšného chemoterapeutického léčení rakoviny varlat.

## Filmová zpracování
Princeznino celé jméno a příjmení se zde vyskytuje v podobě Amelia Mignonete Thermopolis Renaldi.
V obou filmových zpracováních vycházejících z tohoto námětu Mia pochází z královského rodu. Ztvárnila ji zde v (době natáčení prvního filmu) tehdy sedmnáctiletá herečka Anne Hathawayová, jednalo se o její hollywoodský filmový debut, který byl v její profesní kariéře průlomový. Jednalo se o filmy:
1. Deník princezny (2001)
2. Deník princezny 2: Královské povinnosti (2004)

## Rozdíly mezi filmy a knihami
- V knihách Mia žije v New Yorku v podkroví v Greenwich Village, ve filmu žije v San Francisku v hasičské zbrojnici.
- V knize, Miina matka se schází a později se i provdá za Miina učitele algebry Franka Gianiniho, ve filmu se Miina matka schází a později se i provdá za učitele literatury a rétoriky učitele Patricka O'Connella.
- Postavy Perin, Tina, Shameeka, Ling Su, a JP nevystupují ve filmu vůbec. (Perin a JP byly rovněž uvedeny do knih později).
- Knižní postava Boris byl ve filmu nahrazen spolužákem a amatérským kouzelníkem Jeremiášem Hartem.
- Na začátku druhého filmu je Mie 21 let a má absolvovánu vysokou školu, v poslední knize hodlá Mia vysokou školu teprve absolvovat.
- Miin malý bratříček v knihách je Rocky, ve filmu je to ale Trevor.
- Na rozdíl od druhého filmu, v knihách se Mia nikdy do Genovie neodstěhovala, pouze tam trávila Vánoce a letní prázdniny (stejně tak jako i jarní prázdniny) až poté, co zjistila, že je princezna.
- V knize se Miin osobní strážce jmenuje Lars, ne Joe jako ve filmu. Joe nesleduje Miu celý den poté, co se zjistí, že Mia je dědička genovijského trůnu.
- V knihách Miin otec Phillipe Renaldo není mrtev. V první knize je odhaleno, že se její otec Phillipe se stal sterilním z důvodu chemoterapie a vyléčené rakoviny varlat, což znamenalo, že Mia se stala jeho jedinou dědičkou a on ji mohl za svou dědičku také právoplatně uznat.
- V knihách, spolužačka Lana má jen jednu přítelkyni Trishu, ve filmu vystupují dvě přítelkyně, spolužačky Anna a Fontana.
- V knihách se vůbec nevyskytuje lord Nicholas Devereaux.
- Ve filmu, Miin kocour Váleček Louie je černobíle zbarven, v knize má kocour Louie má oranžovou kůží.
- Ve filmu se babiččin pes jmenuje Maurice (pudl), v knize se jmenuje Rommel.
- V knihách je Miina babička Clarisse (tzv. Grandmére) dost rozporuplná bytost, někdy je rozumná a zároveň i značně cynická a panovačná, ale ve filmu se jedná o milující a velmi moudrou, elegantní a ušlechtilou babičku.
- V knihách, Miin přítel Michael je o tři roky starší než Mia, ve filmech je Michael v jejím věku (školní spolužák, ačkoliv je bratrem její nejlepší kamarádky a spolužačky Lily).
- Ve filmech, Mia má vlasy tmavé barvy, ale v knihách má vlasy blonďaté (poznámka: Anne Hathawayová je přirozená tmavovláska).
- V prvním filmu, babička Clarisse zmiňuje svého syna Pierra, který se vzdal práva na trůn, protože se dal na církevní dráhu, v knihách je Miin otec Phillipe jedináček.
- V knize je Genovie knížectvím, nikoli královstvím, tomu by pak odpovídaly i Miiny šlechtické tituly. Vzhledem k tomu, že její otec žije, tak také nemůže být v knize oslovována jako Její královské Veličenstvo.
- Ve filmu, Miina babička je královna, ale v knihách je Genovie knížectví, její titul je "vdova po knížeti" – čili kněžna.
- Druhý film zahajuje první scénou na Princeton University, škole Woodrowa Wilsona. V závěrečné části románu se ukáže, že Mia se rozhodla studovat na vysoké škole Sarah Lawrence.
- Ve filmu je Guptová zástupkyně ředitele školy, v knihách je její ředitelkou.
- V knize má Mia šedé oči, zatímco hlavní Miina filmová představitelka Anne Hathawayová má oči hnědé.
- V knize Mia jinak oslovuje svoji babičku Clarrise.
- V knize Mia zapisuje do svého deníku již na samém počátku knižní série. Ve filmu, Mia jen začíná do svého deníku psát až na konci prvního filmu.
- V knize je Miino příjmení Renaldo, ale ve filmu to je mírně pozměněno na Renaldi.
- V knize Mia nenosí brýle, zatímco ve filmu je má a na začátku prvního filmu je i nosí.
- V knize žije v podkroví, ale ve filmu žije v zrekonstruované hasičské zbrojnici.
- V knize má Mia vlasy krátké a blond, ale ve filmu toto bylo pozměněno, Mia má vlasy na rovné a je brunetka.